# Lorenzo Taddei
Lorenzo Taddei (* 1975) je bývalý italský sportovní šermíř, který se specializoval na šerm fleretem. Itálii reprezentoval krátce v devadesátých letech. V roce 1995 obsadil druhé místo na mistrovství Evropy v soutěži jednotlivců.